# Йоанникій I Константинопольський
Йоанникій I — митрополит Созополя, а в 1524 році він незаконно став  патріархом Константинопольським, пообіцявши султану підвищити щорічний податок, який сплачує патріархат, до 5000 флоринів.
Його обрання не було прийнято народом, а його патріарство було коротким, оскільки він був скинутий двома Синодами, одним у Константинополі та одним в Єрусалимі. Таким чином, 25 вересня 1525 року він був скинутий з престолу султаном Сулейманом I, а його попередник Єремія I був відновлений. Потім Йоанникій пішов у монастир Святого Предтечі поблизу Созополя, де і залишився ченцем до самої смерті.